# Franco Buenaventura, el profe
Franco Buenaventura, el profe é uma telenovela argentina produzida e exibida pela Telefe entre 11 de fevereiro e 11 de outubro de 2002.
Foi protagonizada por Osvaldo Laport, Viviana Saccone, Carina Zampini e Victoria Onetto.

## Sinopse
Professor de dia, stripper de noite, Franco Buenaventura é um mestre da alma, amante do tango e excelente dançarino, que retorna depois de muitos anos à sala de aula que deixou,após fugir de uma história de amor turbulenta com uma de suas alunas. Mas, os velhos amores o perseguem e estão confundidos com os novos que tornam sua vida já bagunçada,ainda mais complexa. Emma é a diretora rígida e estruturada da escola que se apaixona pela espada mascarada por trás da qual Franco obstrui sua personalidade. Lucia é uma antiga aluna apaixonado pelo professor de Literatura, que reaparece em sua vida neste novo instituto, agora como uma mulher determinada e enérgica. Assim, o protagonista da novela se move entre um amor que retorna, outro que nasceu e um terceiro que quer se afastar, o de Lola, a professora de história que o apresenta naquela escola. Três mulheres que se misturam na vida de Franco, embora nenhuma delas conheça a extensão do relacionamento com as outras duas.
Mas, além dessas histórias, há outros que estão tecendo o enredo do romance: o espaço de tango de Nina , mãe de Franco,fechará e assim deixará espaço para um show de strippers por iniciativa de Antonio,empresário ambicioso que guarda um fato terrível de Franco como um segredo,para piorar a situação seu primo Nacho reparece depois de ter sofrido um acidente de moto em qual ele perdeu a memória, Franco será o amor de Carolina, uma de seus alunas que, entretanto , mantém um relacionamento secreto com seu professor de música.
A essas histórias são adicionadas as relações entre os alunos da escola, os personagens do bairro e suas respectivas famílias.

## Elenco
- Osvaldo Laport .... Franco Buenaventura
- Carina Zampini .... Lucía
- Viviana Saccone .... Emma
- Victoria Onetto .... Lola
- Celeste Cid .... Carolina
- Sebastián Estevanez .... Nacho
- Gustavo Garzón
- Roberto Carnaghi .... Antonio
- Norma Pons .... Nina
- Raúl Lavié
- Tomás Fonzi
- Patricia Etchegoyen
- Nicolas Mele
- Roly Serrano
- Mariana Prommel
- Fabio Aste
- Juan Ponce de León
- Jorge Baldini
- Adrián Navarro
- Victoria Rauch
- Mario Moscoso